# Intellect

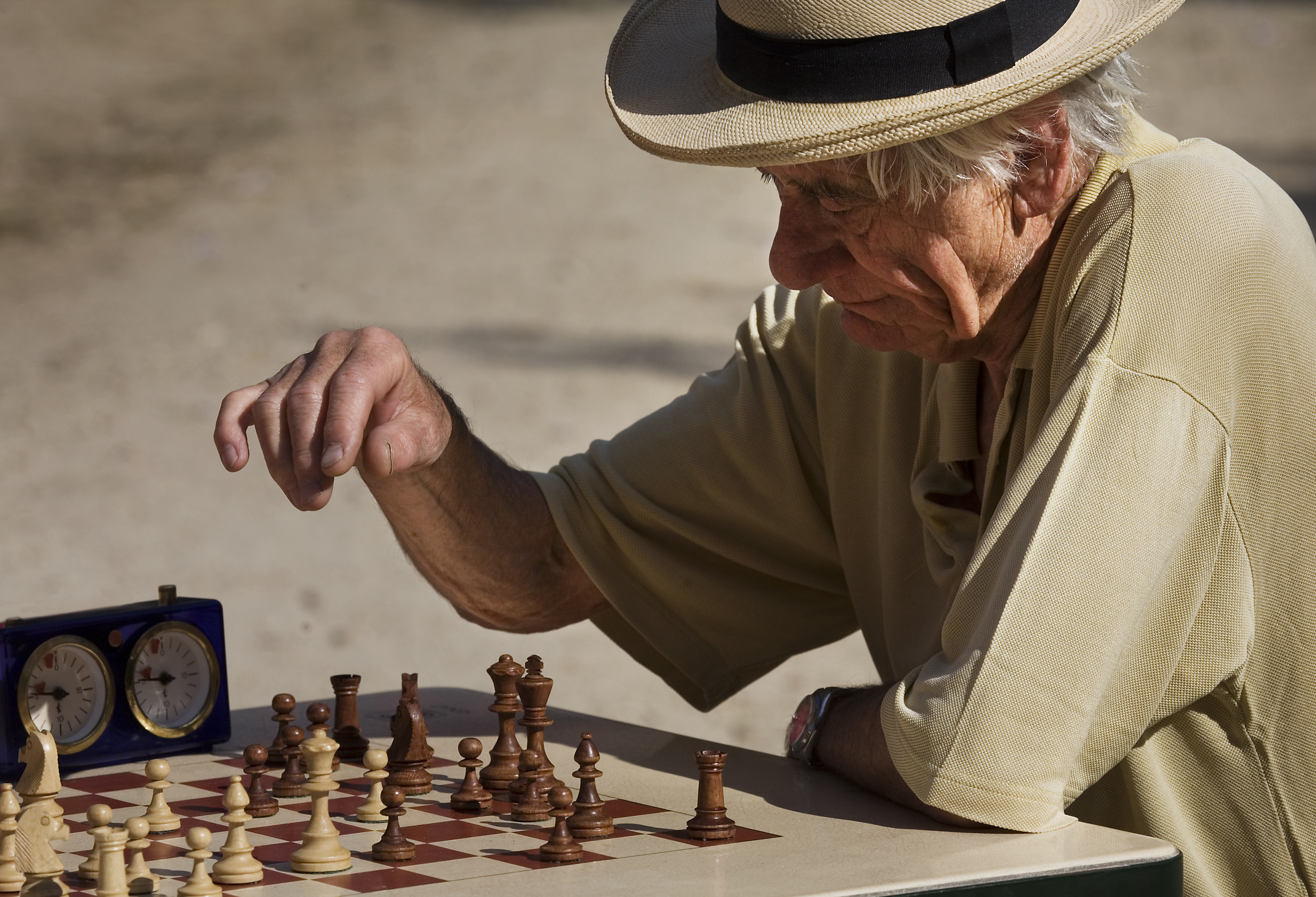
On parle souvent de l'intellect pour désigner le côté rationnel et logique de l'esprit humain.

Pour les articles homonymes, voir Intellect (homonymie).
L'intellect est un terme faisant référence à la capacité d'analyser les problèmes, de se pénétrer de connaissances et d'en tirer des conclusions utiles ou élégantes. Il se différencie fondamentallement de l'intelligence qui est une capacité de l'esprit à parvenir à des conclusions correctes sur ce qui est vrai ou faux. 
Ainsi, ce que l'on nomme actuellement intelligence artificielle est du domaine de l'intellect et nullement de l'intelligence, laquelle semble être une prérogative spécifiquement humaine ou, au moins, appartenant aux animaux supérieurs de la taxonomie.  Historiquement, le terme vient du terme philosophique grec nous, qui a été traduit en latin par intellectus (dérivé du verbe intelligere, « comprendre », de inter, « entre » et legere, « choisir ») et en français puis en anglais par intelligence (autre que l'intellect). L'intellect est en fait considéré comme une branche de l'intelligence.
La discussion sur l'intellect peut être divisée en deux grands domaines. Dans ces deux domaines, les termes « intellect » et « intelligence » ont continué à tort à être utilisés comme des mots apparentés, alors qu'ils s'opposent conceptuellement. 